# حماض درقي
الحُمَّاض الدَرَقِيّ، واسمه العلمي Rumex scutatus، هو نوع من الحُمَّاض.
سمي بذلك لشكل ورقته المدوّرة الشبيهة بالدَرَق، أي التُرْس.

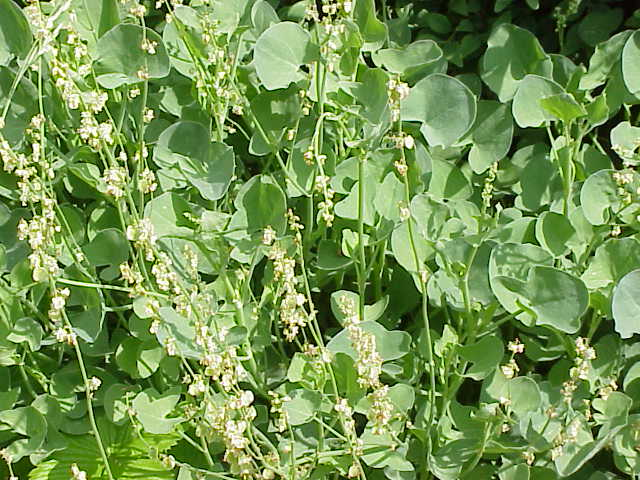
الحمّاض الدرقي
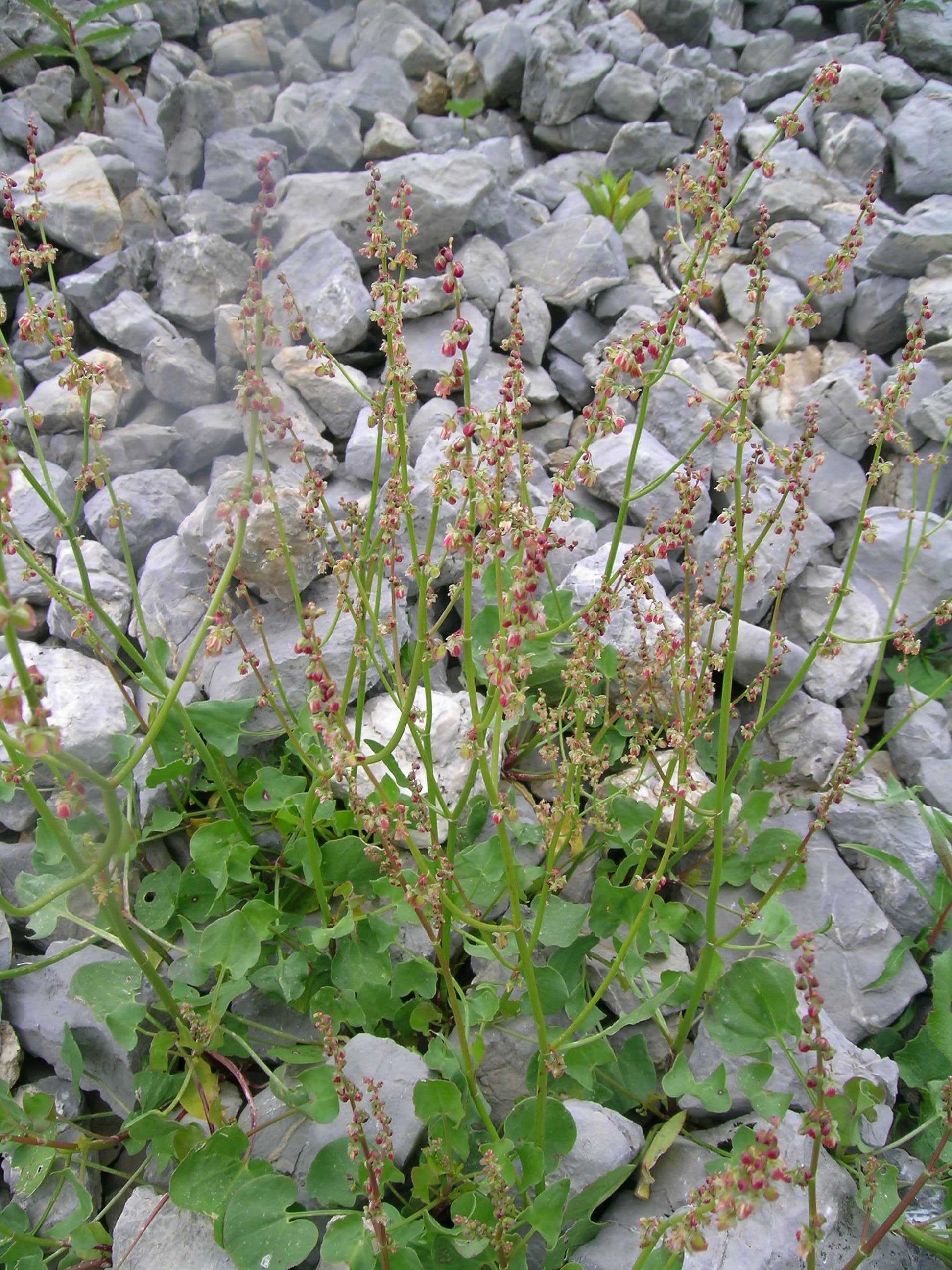
الحمّاض الدرقي
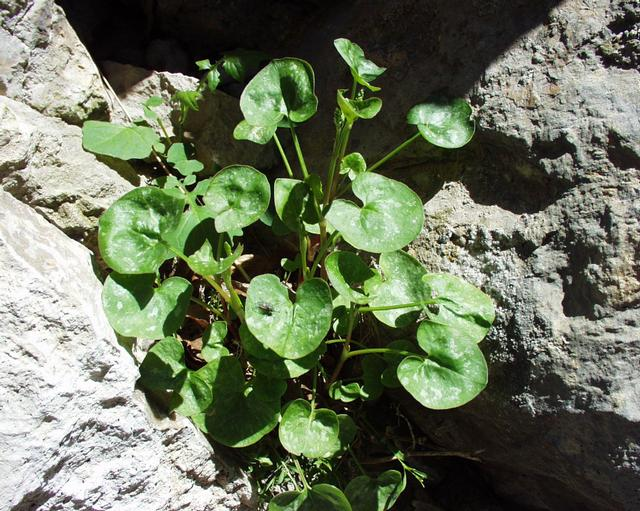
الحمّاض الدرقي
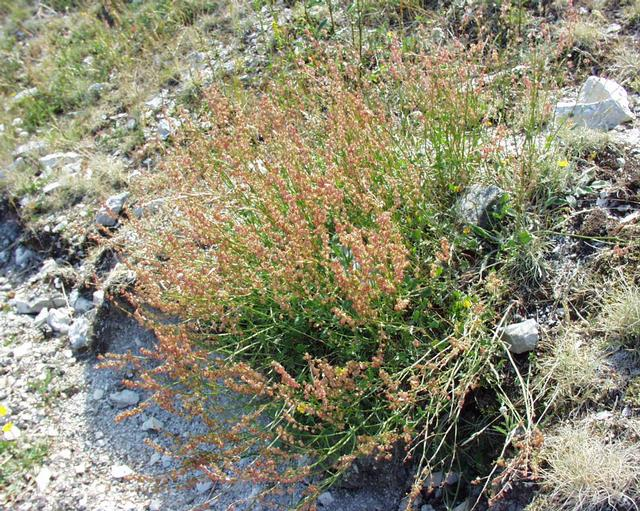
الحمّاض الدرقي
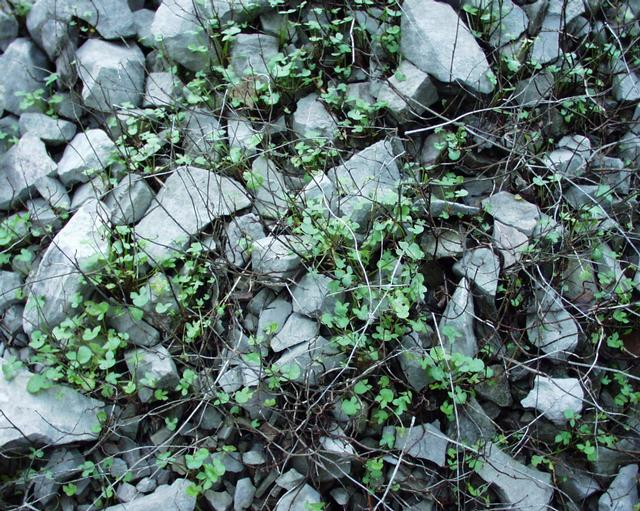
الحمّاض الدرقي
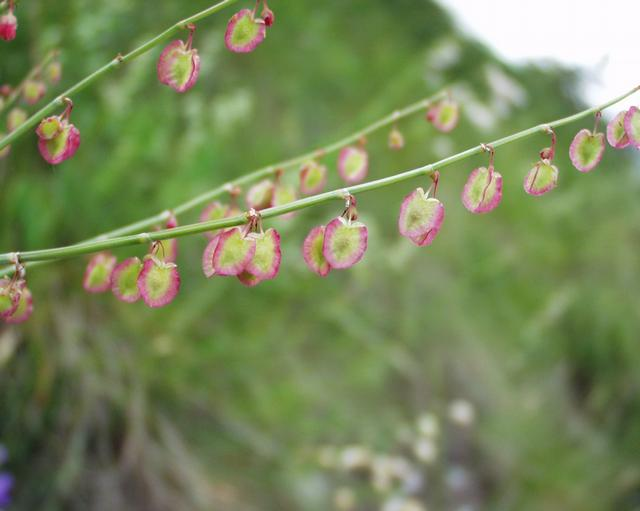
ثامر الحمّاض الدرقي
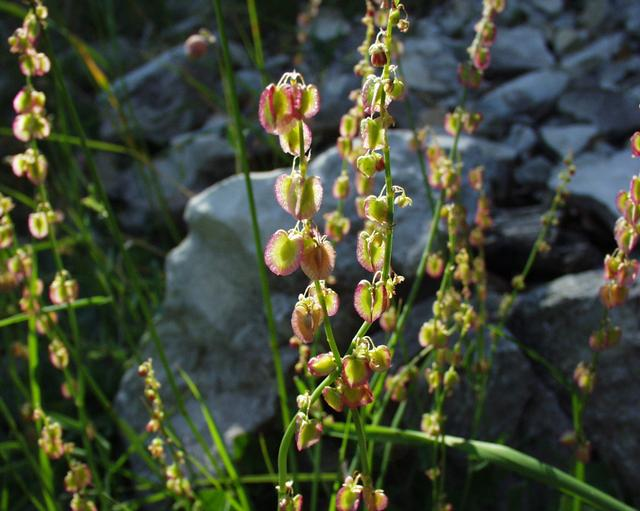
ثامر الحمّاض الدرقي
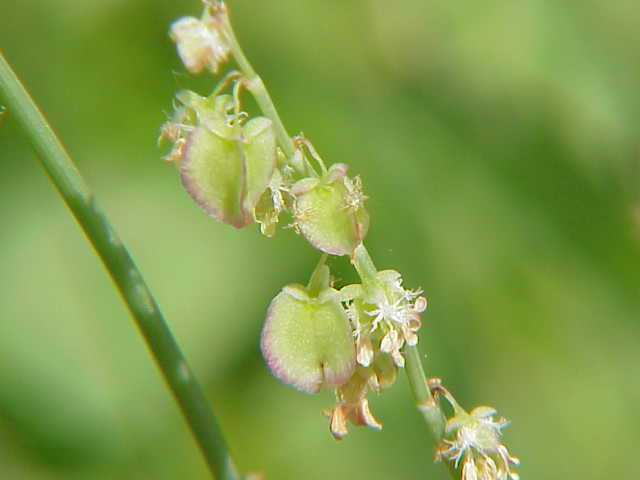
ثامر الحمّاض الدرقي